# Ariadna maxima
Ariadna maxima är en spindelart som först beskrevs av Hercule Nicolet 1849.  Ariadna maxima ingår i släktet Ariadna och familjen sexögonspindlar. Inga underarter finns listade i Catalogue of Life.